# Партенолид

Партенолид — сесквитерпеновый лактон, содержащийся в растениях рода пиретрум (Pyrethrum). Наибольшая концентрация отмечена в цветках и плодах растения Tanacetum parthenium (Пижма девичья).
Пиретрум издавна использовался в медицине, и партенолид является его основным активным веществом, обуславливающим противовоспалительные свойства. 
Партенолид, содержит кольцо альфа-метилен-гамма-лактона и эпоксид, который специфически взаимодействует с нуклеофильными участками биомолекул. Эти химические свойства, по-видимому, и объясняют его биологические свойства, такие как  избирательная противоопухолевая активность, связанная с индукцией апоптоза в опухолевых клетках различного тканевого происхождения,  способность вызывать оксидативный стресс и ингибировать активированный в злокачественных клетках путь NF-κB.
Партенолид ингибирует NF-κB воздействуя на сигнальные пути IkB киназы  и  непосредственно модифицируя белок р65. Оба эти события препятствуют связыванию NF-κB c ДНК.
Разработаны водорастворимые аналоги партенолида DMAMCL (dimethylaminomicheliolide) и DMAPT  (dimethylaminoparthenolide), обладающие в 1000 раз большей растворимостью в воде, чем сам партенолид. 
Делаются также попытки доставки партенолида в клетки с помощью нанографена 
Разработаны комбинации партенолида с различными противоопухолевыми препаратами для лечения онкозаболеваний в клинике.